# Michaël Olbrechts
Michaël Olbrechts, né le 15 novembre 1987 à Genk (province de Limbourg), est un auteur de bande dessinée et illustrateur belge néerlandophone. Il fait partie de la nouvelle vague des romanciers graphiques flamands.

## Biographie
Michaël Olbrechts naît le 15 novembre 1987 à Genk. Il étudie l’histoire à la KU Leuven puis il fait des études de bande dessinée à l’Institut Saint-Luc de Bruxelles. Après l'obtention de son diplôme, il publie — son projet de fin d'études — De allerlaatste tijger [« Le Dernier Tigre »]  qui remporte le prix du meilleur premier album de l'éditeur néerlandais Silvester Strips 2013-2014, doté d'un montant de 1 000 euros décerné lors du festival de Harlem (nl),,. Il s'inspire de l'histoire de sa propre famille et l'action se déroule dans les Indes néerlandaises.
Onze vader [« Notre père »], écrit par Laure Allain, remporte le prix de la meilleure histoire courte organisé par Passa Porta à Bruxelles en 2014. Il est aussi illustrateur indépendant. Il illustre plusieurs livres de littérature d'enfance et de jeunesse.

### 44 après Ronny
Il livre 44 après Ronny pour la collection « 1000 Feuilles » des éditions Glénat en 2017. Selon Cathia Engelbach qui écrit sur le blog du journal Le Monde : « Dans 44 après Ronny, Michaël Olbrechts rehausse la palette et la partition d’une pièce tour à tour tendre et cruelle, dans laquelle tous les acteurs cherchent à tirer leur épingle du jeu et à se donner le meilleur rôle, entre mascarade, petits et grands secrets. » La chroniqueuse Mathilde Guegan de BoDoï attribue quatre étoiles sur les cinq possibles à cet ouvrage. Pour le journaliste Thierry  Bellefroid de la RTBF : « Un peu à la manière de La Merditude des choses, cet humour flamand sur la famille n’épargne personne. Mais derrière, il y a une vraie tendresse pour des personnages grandioses. ».

### Het Reigersnest
En 2019, il sort son troisième roman graphique Het Reigersnest qui parle de burn-out et de harcèlement au travail publié aux éditions Oogachtend.
En 2020, il rejoint 75 auteurs de bande dessinée néerlandais et flamands pour apporter une contribution graphique à l'ouvrage collectif et gratuit Striphelden versus Corona [« Les Héros de bande dessinée contre le Corona »] (Oogachtend, Uitgeverij L, 2020). Le livre est destiné à soutenir les librairies de bandes dessinées qui ont dû fermer leurs portes pendant deux mois pendant le confinement au plus fort de la pandémie de Covid-19.

### Galapagos
En 2023, il sort Galapagos aux éditions Oogachtend, première bande dessinée à figurer sur la longue liste de quinze titres du prix littéraire De Boon (nl). Le roman graphique Galapagos revient sur une mystérieuse affaire des Galapagos qui défraya la chronique dans les années 1930. Il met en scène Friedrich et Dore qui s’installent sur l’île inhabitée de Floreana désireux de fuir la société, menant une vie apparemment idyllique. Mais, ils sont rejoints par la famille Wittmer, puis une autoproclamée baronne et ses amants. Ce huis-clos exotique est traduit en français et publié aux éditions La Boîte à bulles en octobre 2024,,. L'ouvrage vaut à son auteur le prix de la BD Fnac la même année.

### Stoker
En septembre 2024, son roman graphique Stoker est prêt et il expose au Musée du genièvre d'Hasselt (nl). L'album est publié en octobre 2024 aux éditions Daedalus. Il conte l'histoire qui se déroule en 1910-1911, où les enquêteurs des douanes et accises effectuent des descentes dans des bâtiments isolés et abandonnés pour attraper les distilleurs illégaux. Cela vaut également pour les villes de Gand et d'Eeklo en Flandre-Orientale, où se trouve l'insaisissable Bruno Declercq. Il est pourchassé et s'échappe à deux reprises. Dix ans plus tard, Maurice et Mira célèbrent leur mariage en présence des amis et de la famille du tristement célèbre Bruno Declercq.
Selon le site Flanders Littrature : « Ses histoires se concentrent sur la dynamique souvent gênante entre les gens. Ses personnages sont mignons à certains égards, mais Olbrechts parvient toujours à capturer leurs expressions avec une grande précision. Ses personnages et ses récits sont par essence humains. ».

### Vie privée
Il vit et travaille à Louvain en 2024,.

## Œuvres

### Albums de bande dessinée
en français
- 44 après Ronny[8],[6], Glénat, coll. « 1000 Feuilles », Grenoble, 29 mars 2017
Scénario, dessin et couleurs : Michaël Olbrechts -  (ISBN 978-2-344-01940-5)
- Galapagos[14],[21],[22], La Boîte à bulles, Saint-Avertin, 9 octobre 2024
Scénario, dessin et couleurs : Michaël Olbrechts -  (ISBN 9782849535202)

en néerlandais
- De allerlaatste tijger, Oogachtend, Louvain, 2014
Scénario, dessin et couleurs : Michaël Olbrechts -  (ISBN 978-90-77549-82-7)
- Vierenveertig na Ronny, Oogachtend, Louvain, 2016
Scénario, dessin et couleurs : Michaël Olbrechts -  (ISBN 978-90-77549-95-7)
- Het reigersnest[10], Oogachtend, Louvain, 2019
Scénario, dessin et couleurs : Michaël Olbrechts -  (ISBN 978-94-92672-14-8)
- Galapagos[23],[24],[25],[26], Oogachtend, Louvain, 2023
Scénario, dessin et couleurs : Michaël Olbrechts -  (ISBN 978-94-92672-62-9)
- Stoker, Daedalus, Genk, 2024
Scénario, dessin et couleurs : Michaël Olbrechts -  (ISBN 978-94-63948-18-0)

### En langue originale néerlandaise
- Daan vangt een vis en andere korte stripverhalen, Deltas, Aartselaar, 2016
Scénario : Monique Berndes - Dessin et couleurs : Michaël Olbrechts -  (ISBN 978-90-447-4569-6)

#### Illustrations de livres pour la jeunesse
- De dodendraad[27], textes : Aline Sax, Averbode, Éditions Averbode, coll. « Vlaamse Filmpjes », 2014  (ISBN 9782849535202)
- Wat als, textes : Ine De Volder, Hasselt ; Alkmaar ; New York, Clavis, 2018  (ISBN 978-90-448-3350-8)
- De Vikingen, textes : Erwin Claes, Hasselt ; Alkmaar ; New York, Clavis, 2019  (ISBN 978-90-448-3508-3)
- De museumroof, textes : Erwin Claes, Hasselt ; Alkmaar ; New York, Clavis, 2020  (ISBN 978-90-4483-639-4)
- Geesten en gekken, textes : Erwin Claes, Hasselt ; Alkmaar ; New York, Clavis, 2020  (ISBN 978-90-448-3904-3)
- De eerste mens, textes : Erwin Claes, Hasselt ; Alkmaar ; New York, Clavis, 2020  (ISBN 978-90-448-3619-6)
- Wat als 2, textes : Ine De Volder, Hasselt ; Alkmaar ; New York, Clavis, 2020  (ISBN 978-90-448-3699-8)
- Project Pandora, textes : Erwin Claes, Hasselt ; Alkmaar ; New York, Clavis, 2021  (ISBN 978-90-448-4094-0)
- Van vroeger tot nu, textes : Erwin Claes, Hasselt ; Alkmaar ; New York, Clavis, 2023  (ISBN 978-90-448-4681-2)
- De Kelten, textes : Erwin Claes, Hasselt ; Amsterdam ; New York, Clavis, 2023  (ISBN 978-90-448-5009-3)
- Markies, textes : Erwin Claes, Hasselt ; Amsterdam ; New York, Clavis, 2023  (ISBN 978-90-448-4907-3)

### Collectif
- Bruss.2[28], Oogachtend, Louvain, 2014
Scénario : collectif dont Laure Allain - Dessin : collectif dont Michaël Olbrechts - Couleurs : quadrichromie -  (ISBN 978-90-77549-84-1),Contribution : Onze vader [« Notre père »].

### Expositions

#### Expositions individuelles
- Stoker, Musée du genièvre d'Hasselt (nl), du 28 septembre 2024 au 5 janvier 2025[29],[30].

#### Expositions collectives
- Brussels in shorts (Passaporta/Oogachtend), Centre belge de la bande dessinée du 27 octobre au 7 décembre 2014. Cette exposition est consacrée au concours, sous la présidence de Judith Vanistendael, de création Brussels in Shorts à l'instigation de Passa Porta, maison de littérature internationale, réunissant de jeunes auteurs dont les Belges : Delphine Frantzen, Fabienne Loodts, Kim Duchateau, Steven Dhondt, Steve Michiels ou Laure Allain et Michaël Olbrechts qui ont eu l’occasion de découvrir la ville et de s’en inspirer[31]. Un album Bruss.2 est publié aux éditions Oogachtend[28].
- La nouvelle BD flamande, Centre belge de la bande dessinée, Bruxelles, du 19 septembre 2017 au 3 juin 2018[32],[33].
- L'Art de la BD, exposition permanente du Centre belge de la bande dessinée présente des planches de Michaël Olbrechts[34].

## Prix et récompenses
- 2014 :  Silvester Debuutprijs [« prix des débutants Silvester »] pour De allerlaatste tijger décerné lors du festival de Harlem (nl)[2],[1],[4] ;
- 2024 :  prix de la BD Fnac pour Galapagos[1].

#### Livres
: document utilisé comme source pour la rédaction de cet article.
- Philippe Mellot, Michel Denni, Laurent Turpin et Isabelle Morzadec, Trésors de la bande dessinée : BDM 2023-2024 - Catalogue encyclopédique et Argus, Paris, Les Arènes, novembre 2022, 23e éd., 1677 p., ill. ; 23 cm (ISBN 9791037507280, OCLC 1351462460, présentation en ligne), p. 1036. .

#### Articles
- Gert Meesters, « Michaël Olbrechts, un talent de conteur au service de rêves de liberté et de nature », Septentrion, no 10,‎ 14 octobre 2024 (HAL hal-04752716, lire en ligne, consulté le 31 janvier 2025).